# 金太年
金 太年（キム・テニョン、朝鮮語: 김태년、1965年3月20日 - ）は、大韓民国の政治家。第17・19・20・21・22代国会議員。共に民主党所属。
本貫は光山金氏。キリスト教徒。

## 来歴
1965年、全羅南道順天市で生まれた。慶熙大学校行政大学院修士課程修了。京畿道城南市で城南青年団体協議会の議長、民主主義民族統一城南連合共同議長などを務め、市民運動家として活動した。2004年、盧武鉉政権与党の開かれたウリ党から国会議員に当選し、政治家となった。
- 第19代国会教育文化体育観光委員会幹事（2014〜2016）
- 第19代国会政治改革特別委員会幹事（2015〜2016）
- 民族和解協力汎国民協議会共同議長
- 盧武財団企画委員
- 新しい政治民主連合　第5政調委員長
- 新しい政治民主連合　教育特別委員会委員長
- 新しい政治民主連合　京畿道党委員長（2013〜2015）
- 国会政治刷新特別委員会幹事（2013）
- 共に民主党政策委議長（2017〜2019）
- 共に民主党院内代表（2020〜2021）
- 共に民主党代表権限代行（2021.3〜2021.4）
- 第21代国会運営委員会委員長（2020.6〜）

## 政治活動
2004年、第17代総選挙に京畿道城南市寿井区から立候補して当選。以後、2020年に行われた第21代総選挙まで4回当選を続けている。文在寅大統領と同窓の慶熙大学出身であり、政治的にも近い関係であるとされる。2020年5月7日、共に民主党当選者総会で、163票のうち82票を獲得し、与党（共に民主党）院内代表に選出された。
2018年10月、2007年に行われた10.4南北首脳宣言の11周年記念式典に出席するために朝鮮民主主義人民共和国を訪問。先方では、李善権祖国平和統一委員会委員長から「お腹が出た人に予算を任せてはならない」と皮肉めいた言動を投げかけられたことが報道されたが、当事者の金太年は「ゴシップを作り出すな。本質は薄れる」として騒ぎにしない姿勢を取った。
2019年1月8日、党幹事会において徴用工訴訟問題、韓国海軍レーダー照射問題に触れ、「安倍晋三首相があらゆる懸案で直接前面に立って対立をあおり、極めて遺憾だ」との姿勢を示した。